# Fédération d'Afrique de l'Est de rugby à XV
La Fédération d'Afrique de l'Est de rugby à XV (officiellement en anglais : Rugby Football Union of East Africa) est l'instance qui régit l'organisation du rugby à XV au Kenya, en Ouganda et au Tanganyika, tous trois territoires de l'Empire britannique d'Afrique de l'Est.
Après l'indépendance de ces trois derniers, la fédération est dissoute et remplacée par des fédérations nationales pour chacun d'entre eux.

## Historique
La Rugby Football Union of East Africa est créée en 1953, afin de gérer l'organisation du rugby à XV des trois territoires de l'Empire britannique en Afrique de l'Est : la colonie et protectorat du Kenya, le protectorat de l'Ouganda et le territoire sous mandat du Tanganyika.
La Fédération siège au RFUEA Ground (en) de Nairobi, construit spécialement à cet effet en 1952. Elle organise le championnat des Provinces à partir de 1955.
En 1956, l'existence de la Rugby Football Union of East Africa conduit à la dissolution de la Rugby Football Union of Kenya, organe régional au Kenya de la Fédération anglaise.
Le Kenya, l'Ouganda et le Tanganyika accèdent à l'indépendance entre 1961 et 1963. La fin de ces territoires de l'Empire britannique conduisent à la perte de légitimité de la Fédération d'Afrique de l'Est. Entre autres, la Fédération kényane est créée en 1970, et récupère le contrôle des activités rugbystiques sur son territoire en 1972. La dernière édition du championnat des Provinces se tient ainsi la même année. La Fédération d'Afrique de l'Est sera par la suite dissoute.
Parmi les dernières vestiges de cette fédération multi-territoires, le RFUEA Ground de Nairobi, où siège désormais la Fédération kényane, conserve son nom historique. La Rugby Patrons Society, fondée en marge de la Fédération d'Afrique de l'Est, subsiste toujours et contribue au développement du rugby kényan. L'équipe d'Afrique de l'Est, active de 1954 à 1982, est quant à elle « reformée » en tant que sélection multinationale évènementielle en 2011.